# Marc Paquet
Marc Paquet est un acteur québécois né le 17 décembre 1975.

## Biographie
Originaire de Port-Cartier, sur la Côte-Nord (Canada), Marc Paquet réunit plus d’une quinzaine d’années de métier en tant qu’acteur,. Au cinéma on le découvre aussi bien dans des productions québécoises qu'internationales telles que La Peau blanche, (Daniel Roby), Une chapelle blanche et Le Déserteur (Simon Lavoie).
Son interprétation de Thomas dans La Vie secrète des gens heureux (S. Lapointe) lui vaut le prix Mention spéciale du jury au Festival de films de Whistler. Les Mots gelés (I. D'Amours) et Pour l'amour de Dieu (Micheline Lanctôt) font aussi partie des productions auxquelles il collabore en 2010 et 2011 respectivement.
À la télévision, c’est La Galère (S. Lorrain et A. Durand-Brault) qui nous fait découvrir Marc Paquet en interprétant le rôle du jeune prêtre Dominic Nathan. Nous pouvons le voir aussi dans la télé-série Belle-Baie (L. Bolduc, R. Blanchar) dans laquelle il incarne durant 5 ans Billy Noël ainsi que tout récemment dans Mauvais Karma avec un personnage étonnant atteint du syndrome d'Asperger qui lui a valu une nomination au Prix Gémeaux en 2011 et récipiendaire en 2013.
Au théâtre, en 2010, Marc tient le rôle de Sémione dans Vassa, ainsi qu'en 2013, avec celui de Iacha dans La Cerisaie, mise en scène par Alexandre Marine et présentée au Théâtre du Rideau vert.

## Filmographie

### Cinéma
- 2001 : La Femme qui boit : bagagiste
- 2001 : Histoire de Pen[7] : Kid
- 2003 : Elles étaient cinq : Michel
- 2004 : La Peau blanche : Thierry Richard
- 2006 : La Vie secrète des gens heureux : Thomas Dufresne
- 2008 : Le Déserteur : Hervé Plante
- 2008 : Les Mots gelés[7] : le collègue
- 2008 : Elle veut le chaos[7] : Cédric / Henri
- 2014 : Souffler de la neige[8] : P.-A. Fortin
- 2015 : L'Origine des espèces : David

### Télévision
- 2008-2011 : La Galère : Dominic Nathan (jeune prêtre et père de la petite Emmanuelle la fille de Mimi (Brigitte Lafleur))
- 2010-2012 : Mauvais Karma : Sylvain[5]
- 2013 : 30 vies (saison 4) : Michel Jacob
- 2014 : Toute la vérité : Marc-André Poirier
- 2016 : District 31 : Benoît, polygraphiste (8 épisodes)
- 2016 : L'Échappée : Bastien Grenon

## Théâtre
- 2013 : La Cerisaie d'Anton Tchekhov : Yacha
- 2010 : Vassa  : Sémione[9]

## Récompenses
- Prix Gémeaux en 2011 (et récipiendaire en 2013)[6]